# Blábjørg
Blábjørg è una montagna alta 732 metri sul mare situata sull'isola di Eysturoy, la seconda per estensione dell'arcipelago delle Isole Fær Øer, in Danimarca.
È la trentacinquesima, per altezza, dell'intero arcipelago, e la undicesima, sempre per altezza, dell'isola.

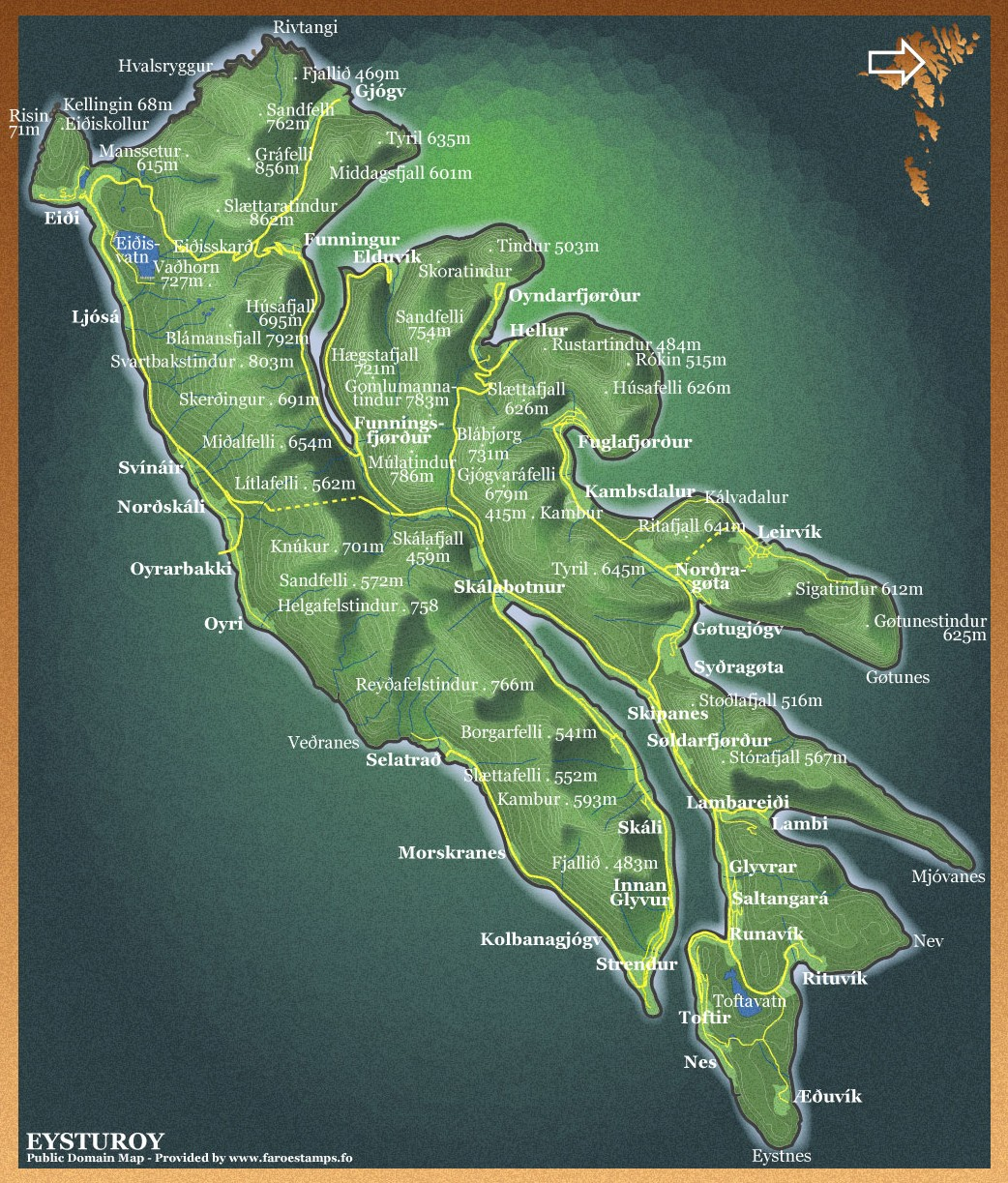
Isola di Eysturoy, mappa delle località e delle alture

Sulla mappa dell'isola è riportata un'altezza di 731 metri.